# 1254 en santé et médecine
| Années de la santé et de la médecine : 1251 - 1252 - 1253 - 1254 - 1255 - 1256 - 1257    |
| Décennies de la santé et de la médecine : 1220 - 1230 - 1240 - 1250 - 1260 - 1270 - 1280 |

Cet article présente les faits marquants de l'année 1254 en santé et médecine.

## Événements

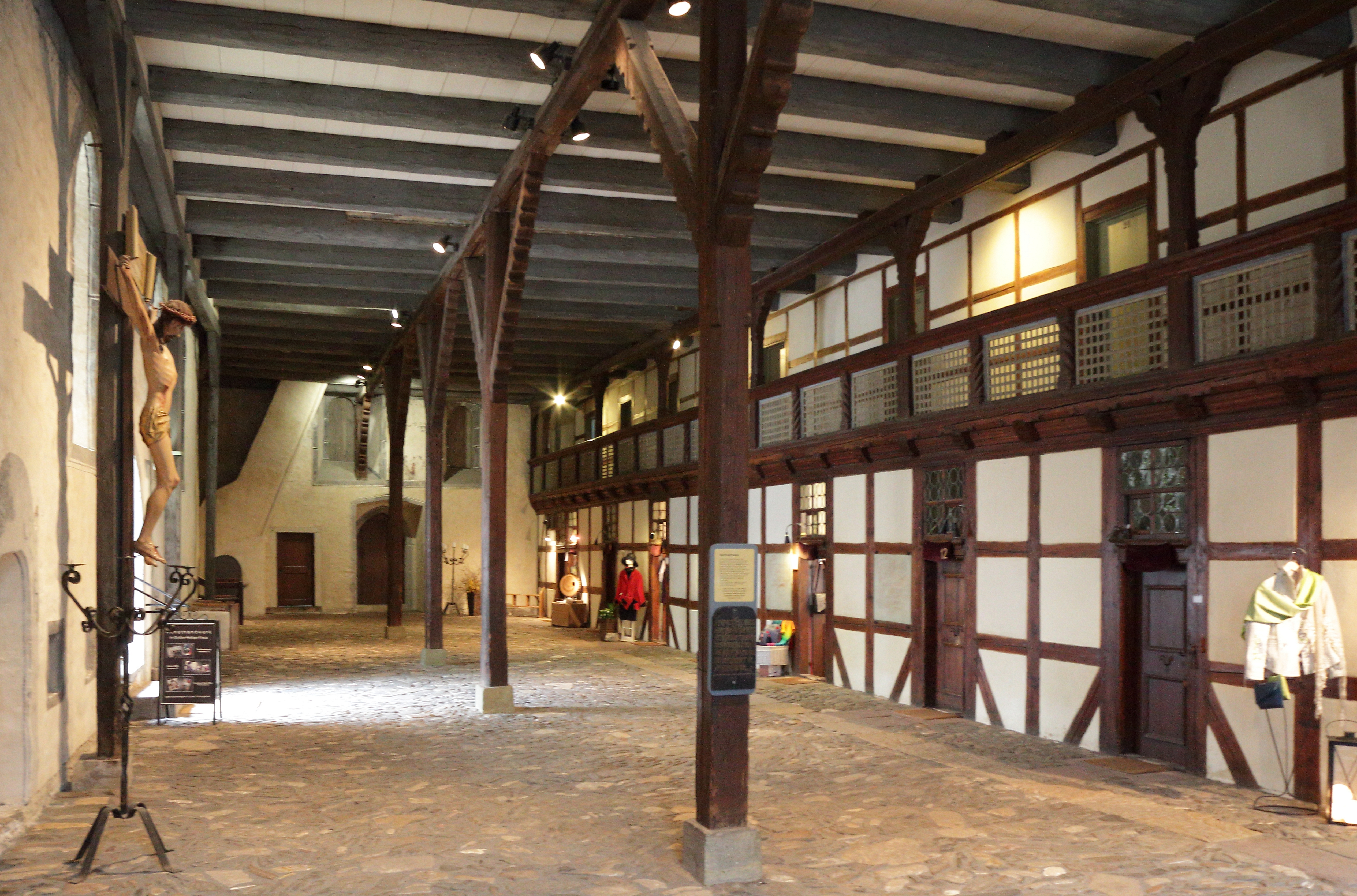
Goslar
Großes Heiliges Kreuz

- Le synode d'Albi, après celui tenu à Béziers en 1246, rappelle que le droit canonique interdit rigoureusement aux chrétiens de se faire soigner par un médecin juif, prohibition généralement ignorée[1].

- Fondation de la maison-Dieu du Bourgneuf à Beaune[2].
- Fondation à Arles d'un hôpital que son fondateur, Rostang de Bions, « confie aux soins de ses plus proches descendants et qui passera au siècle suivant sous le contrôle du chapitre de la cathédrale[3] ».
- Fondation du Großes Heiliges Kreuz (de) (« grand hôpital Sainte-Croix ») à Goslar en Allemagne[4].
- À la mort de Conrad IV, roi de Germanie, Manfred, fils naturel de Frédéric, est accusé « sans doute à tort » de l'avoir fait empoisonner par son médecin, Jean Maurus de Salerne, avec de la poudre de diamant mêlée de scammonée[5].
- 1254-1256 : dans son Commentaire sur les Sentences de Pierre Lombard[6], Thomas d'Aquin qualifie la lèpre de « maladie contagieuse » (morbus contagiosus), et ce, « dans un contexte où il ne s'agit pas seulement de contagion au sens moral, mais bien, aussi, de la transmission d'une maladie[7] ».

## Personnalités
- Fl. Cantorinus, médecin au service de Pierre d'Aigueblanche, évêque de Hereford en Angleterre[8].
- Fl. Pierre de Sonbrenun, médecin mentionné à Bayel, en Champagne[8].
- Fl. Pierre, barbier au service de Simon de Montfort,  propriétaire à La Réole, en Guyenne[9].
- Fl. Pierre Canalis, barbier, mentionné à Fanjeaux, près de Carcassonne[9].